# Peter Dumbreck
Peter Dumbreck, född 13 oktober 1973 i Kirkcaldy, är en skotsk racerförare.